# Campionato nordamericano femminile di pallavolo 1971
Il II campionato nordamericano femminile di pallavolo si è svolto nel 1971 a L'Avana, a Cuba. Al torneo hanno partecipato 4 squadre nazionali nordamericane e la vittoria finale è andata per la seconda volta consecutiva al Messico

## Classifica finale
| Classifica | Squadre          |
| ---------- | ---------------- |
|            | Messico          |
|            | Cuba             |
|            | Antille Olandesi |
| 4          | Porto Rico       |